# Кролик, беги
Не путать с Беги, кролик, беги
«Кролик, беги» (англ. Rabbit, Run) — роман американского автора Джона Апдайка, изданный в 1960 году.

## Сюжет и продолжения
Во втором романе Апдайка изображены пять месяцев из жизни 26-летнего баскетболиста Гарри Ангстрема по прозвищу Кролик. В центре внимания — тщетные попытки Кролика сбросить семейные и прочие оковы, которые связывают, по его представлениям, личность.
Апдайк также написал несколько продолжений — романы «Кролик вернулся» 1971 года (Rabbit Redux), «Кролик разбогател» 1981 года (Rabbit Is Rich), «Кролик успокоился» 1990 года (Rabbit At Rest), а также повесть «Воспоминания о Кролике» (Rabbit Remembered, 2001).

## Реакция на книгу
В 1962 году роман был запрещён в Ирландии. В 1980-х запрет ввели четыре школьных округа США, посчитав роман вульгарной пропагандой беспорядочного секса вне брака
Журнал Time включил этот роман в сотню лучших произведений англоязычной художественной литературы с 1923 по 2005 годы.

## Экранизация
По роману в 1970 году был снят фильм режиссёром Джеком Смайтом по сценарию Апдайка и Говарда Б. Крейцека. Экранизация пользовалась большой популярностью.